# Batalla de Gravelinas
La batalla de Gravelinas tuvo lugar el 13 de julio de 1558, en el pueblo de Gravelinas, cerca de Calais, marcando el final de la guerra entre Francia y el Imperio español, que se prolongó desde el año 1547 al 1559.

## Antecedentes
Tras la brillante actuación de Manuel Filiberto de Saboya en la batalla de San Quintín, Enrique II de Francia preparó su desquite. Reclutó un nuevo ejército en la Picardía, que puso en manos de Luis Gonzaga-Nevers, duque de Nevers; pidió ayuda naval al sultán otomano y alentó a los escoceses a invadir Inglaterra por el norte. El duque de Guisa arrebató el puerto de Calais a los ingleses y avanzó hacia la ciudad de Thionville (frontera de Flandes y Francia), ciudad que tomó el 22 de junio de 1558. El señor de Thermes invadió con otro ejército, formado por 12.000 infantes, 2000 jinetes y mucha artillería, Flandes; tras pasar el río Aa por su desembocadura, conquistó Dunkerque y Nieuwpoort, amenazando Bruselas. De regreso a Calais por su gran ofensiva, es informado de que un ejército español le iba a interceptar en el río Aa.

## Desarrollo de la batalla
A su vez, el duque de Saboya y Felipe II reunieron un ejército de 12.500 infantes y 3200 jinetes, dando el mando al conde de Egmont. Este se presentó en Gravelinas el 13 de julio de 1558. Sorprendido por la rapidez de la maniobra española, Thermes tuvo que presentar batalla, porque tenía el río a su espalda, el mar a su izquierda y su derecha totalmente embarullada por la columna de bagajes de su propio ejército. Desplegó su ejército en la orilla izquierda del río, creando en el flanco del bagaje una doble línea formada por la caballería y la artillería, dejando a la infantería detrás. Su mala situación, sin embargo, no impidió a los franceses creer que la victoria sería fácil.
El conde de Egmont, mientras tanto, había dejado a la artillería detrás, ya que le estorbaba, pues debían interceptar a los franceses antes de que cruzasen el río Aa. Avistadas las posiciones francesas, Egmont situó a sus tropas en media luna, dejando a la caballería ligera en los flancos y en el centro a los tercios españoles junto a unidades de alemanes y flamencos.
Los franceses cañonearon y se estableció un combate desordenado entre ambas caballerías de resultado dudoso. Una vez más se reveló la capacidad de los arcabuceros españoles, por aquel entonces los mejor armados y entrenados del continente. Los arcabuces acribillaron a la caballería francesa; luego, los españoles tomaron la doble hilera del bagaje y dispararon sobre la infantería resguardada detrás de los carros, creando un gran desorden entre las filas francesas. Egmont atacó con la caballería sobre el centro francés, estando el propio conde a la cabeza de sus jinetes. A su vez, barcos vizcaínos e ingleses bombardearon la retaguardia francesa, causándole numerosas bajas. El resultado de la batalla no podía haber sido peor para los franceses: tan solo 1500 hombres consiguieron huir y el resto yacía muerto o prisionero en el campo de batalla. El mismo señor de Thermes fue hecho prisionero y los franceses se vieron obligados a replegarse a sus fronteras.
Tras esta nueva derrota, que se sumaba a la de San Quintín, Enrique II de Francia se vio obligado a firmar la paz con Felipe II en la llamada Paz de Cateau-Cambrésis en 1559. Fue precisamente a raíz de ese tratado cuando Felipe II contrajo matrimonio con Isabel de Valois —hija de Enrique II de Francia—, mientras que Manuel Filiberto hizo lo propio con Margarita de Francia —hermana del rey e hija de Francisco I de Francia.

## Biografía
- Esteban Ribas, Alberto Raúl (2010). Gravelinas 1558: los tercios de Felipe II conquistan la supremacía continental . Madrid: Almena. ISBN 978-84-92714-15-5

- Datos: Q2236963